# Pip (패키지 관리자)
pip는 파이썬(python)으로 작성된 패키지 소프트웨어를 설치 · 관리하는 패키지 관리 시스템이다. Python Package Index (PyPI)에서 많은 파이썬 패키지를 볼 수 있다. 파이썬 2.7.9 이후 버전과 파이썬 3.4 이후 버전은 pip를 기본적으로 포함한다. 2020년 1월 1일자로 파이썬 2의 지원이 종료되었다. 현재는 파이썬3 버전이 기본으로 지원 및 포함하고 있다.

## 명령 줄 인터페이스
pip의 주요 장점은 명령 줄 인터페이스에서의 쉬운 사용이다. 파이썬 소프트웨어 패키지를 한 번의 명령어 실행으로 설치할 수 있다:
pip install some-package-name
패키지 제거 또한 쉽게 실행할 수 있다:
pip uninstall some-package-name

## 같이 보기
- Setuptools